# Mare de Déu del Consol de la Coma
La Mare de Déu del Consol de la Coma és una capella del poble de Monistrol de Calders, a la comarca del Moianès.
Està situada en el mas de la Coma, al nord del poble, a l'extrem del terme municipal, llindant amb Calders i Moià. Es tracta d'una petita capella barroca popular d'una sola nau, sense absis exempt, situada al costat nord de la masia, una mica enlairada al capdamunt d'una roca que domina el complex de masia i masoveria de la Coma.
Conté unes pintures al fresc fetes a començaments de la segona meitat del segle XX que representen els amos de la masia en aquell moment, així com la majoria de treballadors de la finca, en actitud d'adoració a la Mare de Déu de la Coma.